# 特利騰大公會議
特利騰大公會議（拉丁語：Concilium Tridentinum，又譯脫利騰會議、特倫多會議、特倫特會議、特倫托會議或天特會議），是指天主教會於1545年至1563年間在北義大利的特倫托與波隆那召開的大公會議。這是天主教會最重要的大公會議，促使該會議的原因是馬丁·路德的宗教改革，也有人把這會議形容為反宗教改革的方案，代表了天主教會對宗教改革的決定性回應。
除了法令之外，會議針對新教發表譴責並定義何謂異端，也對於天主教會的教義和教導作出澄清。這涉及了廣泛的神學問題，包括了宗教經典、正典、聖傳、原罪、稱義、救恩、聖禮、彌撒和敬奉。會議在1545年12月13日至1563年12月4日期間共在特倫托開了25次會議，除了在1547年也在波隆那開了大約9至11次的會議。而會議的召集人教宗保祿三世主持了頭八次的會議，而第12至16次會議由教宗儒略三世主持，最後17至25次的會議由教宗庇護四世主持。
該會議也對天主教儀式和實踐有顯著的影響。在商議的期間，會議用了《武加大譯本》作為官方《聖經》版本和委託人創立一個標準的版本，雖然這個版本在1590年代才完成。但在1565年，就在特倫托會議完結後大約一年，庇護四世發佈《特利騰信條》（又稱《律但丁信條》，Tridentine Creed），以特倫托的拉丁文為信條之名，而他的接班人教宗庇護五世也分別在1566年發佈了《羅馬教義問答》（Roman Catechism）、1568年發佈了《每日頌禱修訂版》（The Breviary）和在1570年發佈了《彌撒書》（Missal）。這些書引申出維持四百年的脫利騰彌撒儀式，直到350年後的梵蒂岡第一屆大公會議召開。

## 背景資料
在十六世紀初期，天主教會不能忽視這個時期的神學爭論，這是很顯然的。教會也不願如此，教會中有許多天主教徒甚至天主教領袖，對新教所宣揚的某些教義，頗表同情。有許多教義的本身，不是改教派所產生的，而是中古教會的產物，因為中古教會裡有些人對於迷信的習俗，與教士的腐化墜落，久已不滿。在教宗反對馬丁·路德的教諭公佈以後，馬丁·路德向教會總議會的上訴，不是沒有人注意的。反對召開總議會的是教宗本人，他認為這次上訴為不尊重他是「基督的代表」的地位。但要給新教一個清楚的正式答覆，關於天主教教義的認真討論是有其必要的，這是清清楚楚的事實。

### 會議前的攔阻及事件
拉特朗第五屆大公會議於1517年3月15日停止，當時在討論不同方面的建議，包括主教的遴選、稅收、審查、講道，停止相應行動，但不包括德意志教會及其他歐洲教會的主要問題。數個月後，1517年10月31日，馬丁·路德於維滕貝格發表《九十五條論綱》。

### 德意志的議會
過了一段時間，馬丁·路德在大公會議的地位有所轉變，但在1520年，他就反對聖座，上訴到神聖羅馬皇帝，提出如有必要，利用德意志議會，開放教宗權。教宗頒布《天主請起來》的敕令，譴責路德的《九十五條論綱》為異端後，德意志輿論認為舉行議會是協調當時分歧的最好方法。日益減少的德意志天主教徒，希望議會能澄清問題。 議會花了接近一代的時間才能兌現，部分原因是教宗的攔阻，因路德要求把教宗從議會中剔除，另一方面是因為法國和德意志持續的政治鬥爭，和土耳其在地中海的威脅。
特倫托會議是天主教內部革新的主軸。正當新教興盛之時，天主教會持續腐化，英國自創英國國教，國王即領袖，凌駕於教宗。天主教會內部召開革新會議的呼聲，從下層教士起以至大學裡都不絕於耳，最後連查理五世也決定要解決這些宗教問題。查理五世是宗教改革運動的激烈反對者，為了促成新教與天主教合一，他多次去不同的地方與人尋求協議。查理五世強烈贊成舉行議會，但他需要法國國王弗朗索瓦一世的支持，弗朗索瓦一世卻在軍事上攻擊他。
弗朗索瓦一世反對一個常務會議的原因是，法國中有部分新教信徒表示支持，在1533年，他進一步把事情複雜化，提出常務議會中要包含歐洲的天主教和新教的統治者，並就新教與天主教當中的神學糾紛之間作出妥協。這提議因為提議肯定和認同新教徒，以及在教會事務中提升了歐洲世俗君王的地位，高過神職人員之上，遭到教宗的反對。查理當時面對奥斯曼土耳其的攻擊，為了保留德意志新教王公的支持，推遲特倫托會議的開始。教宗保祿三世終於在壓力之下，同意在1545年召開首次特倫托會議，處理教會改革和應付與日俱增的東正教的威脅，宣告歐洲天主教勢力反宗教改革的浪潮的開始。

## 歷程
特倫托會議前後共召開過三輪，初期出席會議者僅意大利、西班牙、德意志與法國等四個地區的教士，英國沒有派人參加，其中意大利所派的人數比其他三個地方的總人數還多，因此整個會議都被教宗控制，由教宗所提出的議案幾乎都能獲得支持而通過。
第二輪於1551年召開，於1552年教宗儒略三世时中断。1562年，教宗庇護四世召开第三輪特倫托會議。會議上，罗马受到来自法国和西班牙的压力，但庇護四世仍然取得了满意的成果。會議致力于对当时天主教会内部的改革，建立培养神职人员的修道院等。会议的结果最终颁布為《天特會議信綱》（Professio fidei tridentina，又譯脫利騰信德宣言）。當大會於1563年12月4日閉幕的時候，前後共召開過二十五場討論，用了近十八年的時間。共有四位教宗使節、三位宗主教、二十五位總主教、一百二十九位主教、七位修道院院長、七位天主教特別團體的領袖，十位檢察官與歐洲一些天主教國家的大使聯合起來，共同簽署這個大會所通過的繁多諭令。庇護四世當時正臥病在床，但回應此會議的結論說：「這一切都是天主聖神所感動出來的成果。」一位樞機曾這樣描述：「在教會史上，沒有任何大會決定過這麼多問題，確立過這麼多教義，或者制定過這麼多法規。」

## 議決摘要
是次為天主教會之革新運動，被稱為「反改教運動」。部分議決內容茲摘要如下：
- 取消会吏长一職：会吏长即总执事，初期由主教任命，协助主教处理事务。中世纪时，由于权力增大，时有妄用职权之弊，故在特倫托會議中予以取消。
- 第三次特倫托會議重申教徒必須繳付什一稅。
- 廢止售賣贖罪券的議案在第三次特倫托會議上被提出，到了1567年獲教宗庇護五世批准。
- 對於約翰·喀爾文一向秉持為教義的「一次得救永遠得救」神學觀念，特倫托會議頒布，認為秉持此觀念者，應該被處以破門律：「如果有人說，一旦稱義便不會失去救恩，因此，跌倒犯罪的人從來就沒有稱義過！這人應該處以破門律的。」
- 为了对抗新教的影响，特倫托會議重新肯定葉理諾的《武加大譯本》为圣经权威版本，会议委托教宗制定一部标准文本。
- 制定脫利騰彌撒禮儀，即梵蒂岡第二屆大公會議前用拉丁文舉行的彌撒禮儀。
- 在教理方面，教會採取「完全閉關主義」，對任何中世紀教理的攻擊不作妥協的主張，也不加修改[8][9]

### 對新教的回應
對於馬丁·路德極力攻擊的各項教義問題，天特會議有以下的決議：
- 羅馬教會之一切教會聖傳，與《聖經》具有同等地位。
- 所有基督徒必須承認教宗之地位。
- 宣佈馬丁·路德所謂因信仰而獲贖罪（因信稱義）之說為異端。
- 羅馬教會之所有聖職者、主教及總主教都必須以基督之清靜生活為道德標準。[10]

特倫托會議針對馬丁·路德的各種「反改革」議決，很大程度上卻改變基督教式。

## 影響
查理五世决心惩罚德意志的新教王公，此會議顯出教宗制度的成功，肯定了教宗的最高權柄；糾正許多教會弊端；為聖職人員預備更好的教育，也對神職人員有些規定：在大城市教會中，規定要向會眾講解聖經及得救之道；教士要駐在任職，不得兼任數職等。總的而言，特倫托會議給了天主教在往後世紀有明確立場，對其後展開的佈道宣教及宗教戰爭有極大的幫助。

## 書目

### 原始文獻
版本有：
- Concilium Tridentinum. Diariorum, actorum, epistularum, tractatuum nova collectio，Görres會編，共13卷，1901—2001
- Enchiridion symbolorum definitionum et declarationum de rebus fidei et morum: Kompendium der Glaubensbekenntnisse und kirchlichen Lehrentscheidungen（選編，有拉丁文、德文對照）

## 外部連結
- . . New York: Robert Appleton Company. 1913.
- The text of the Council of Trent （页面存档备份，存于） translated by J. Waterworth, 1848
- Documents of the Council in latin （页面存档备份，存于）